# Aves de Argentina

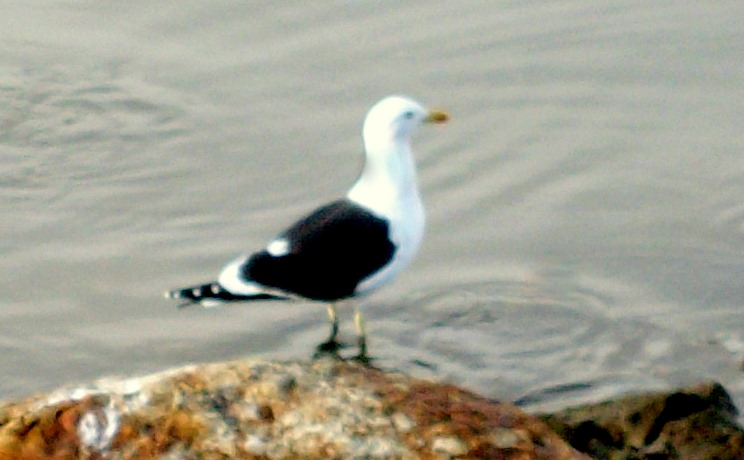
Larus dominicanus o Gaviota Cocinera.

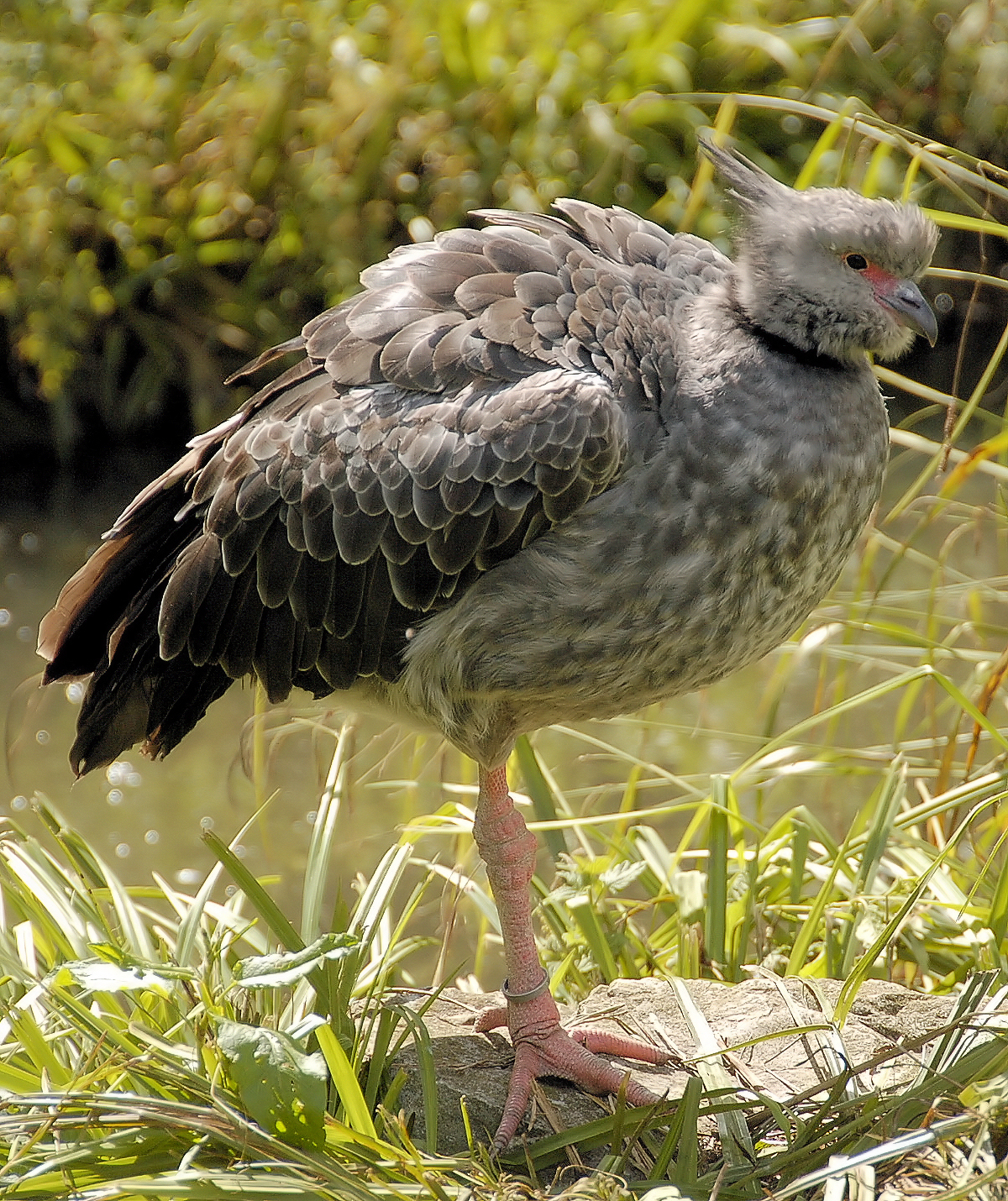
Chauna torquata o Chajá.

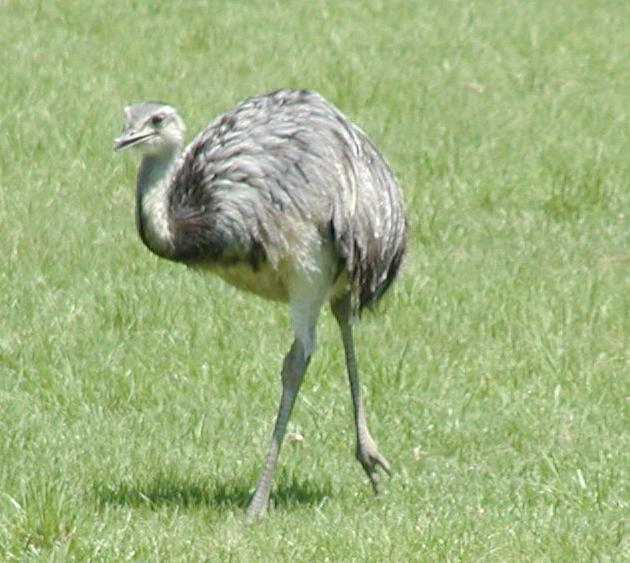
Rhea americana o Ñandú común.

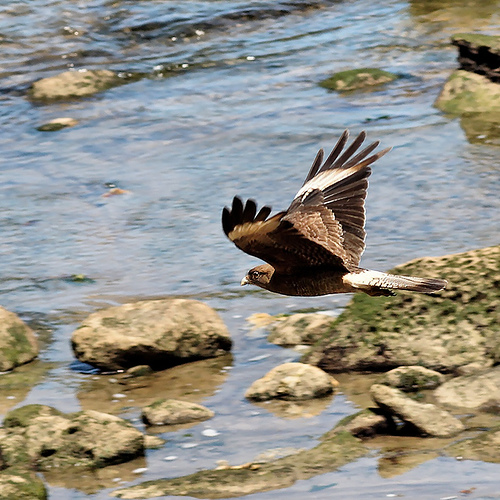
Milvago chimango o Chimango.

Argentina, un país con un extenso territorio y con gran variedad de climas, presenta una gran variedad de aves. Algunas se refugian en la frondosidad de la selva y el chaco, otras en los esteros, bañados y lagunas, ciertos ejemplares buscan las costas oceánicas o las aguas heladas, otros las altas montañas y otros que habitan en las extensas llanuras. Esto se debe a que la extensa geografía se traduce en 18 ecorregiones y es por esta razón que el país goza de un capital natural que contribuye significativamente a la diversidad global.
Argentina posee una gran diversidad de aves, con 979 especies de presencia estable, es decir aproximadamente 31% de las especies de toda América del Sur, 20 son endémicas del país y 7 han sido introducidas por el hombre.
Otra cifra de especies de aves del país es de 1090 contando especies accidentales (sin colonias estables y que su presencia es casual o accidental, normalmente produciéndose en las fronteras nacionales).

## Especies amenazadas
Existen variadas fuentes que determinan distintos números de especies de aves presentes en Argentina que se encuentran amenazadas a nivel mundial.
Según algunas fuentes, son 45 las especies existentes en el país que se encuentran amenazadas a nivel mundial. 
Otras referencias afirman que actualmente existen 120 especies amenazadas, es decir el 12% de sus aves silvestres.
Según el último "Libro rojo de las aves amenazadas" internacional sobre aves silvestres en extinción, 39 especies presentes en el territorio nacional se consideran amenazadas en la escala mundial, en tanto otras 53 se ubican en la categoría "casi amenazadas" según "Aves Argentinas", entidad decana de la ornitología en América del Sur.

## Programa de conservación de aves argentinas
El Programa de Conservación de Aves Argentinas está orientado en 3 escalas de trabajo, igualmente importantes, en las que priman la identificación de áreas clave, el monitoreo, la generación de capacidades locales y las acciones de gestión.
* Conservar hábitats: Aquí se incluye la identificación, mantenimiento, manejo, restauración y monitoreo de hábitats de importancia internacional para las aves y el medioambiente como el desarrollo e implementación de políticas para su conservación a largo plazo. 
* Proteger sitios: Con esta escala se incluye la identificación, monitoreo, conservación y restauración de un conjunto de áreas importantes para las aves y la biodiversidad, así como la promoción de estos sitios como áreas clave para la biodiversidad. 
* Salvar especies: Con este punto se busca trabajar para prevenir la extinción de especies, mejorar la situación de conservación de las aves globalmente amenazadas, y evitar que se incrementen las especies en peligro de extinción en Argentina.